# Национальный совет за демократию (Буркина-Фасо)
Национальный совет за демократию (фр. Conseil national pour la Démocratie) — бывший орган власти Буркина-Фасо, созданный мятежной президентской гвардией — полком президентской безопасности (автономной от национальной армии спецслужбой), захватившей власть в стране в результате военного переворота, начатого 16 сентября 2015 года.

## История
После того, как 14 сентября 2015 года комиссия по национальному примирению и реформам предложила распустить полк президентской безопасности, 16 сентября 2015 года силы полка штурмовали здание правительства и арестовали в нём переходного президента Мишеля Кафандо, премьер-министра Исаака Зиду и других должностных лиц. На следующее утро подполковник Мамаду Бамба выступил по телевидению с объявлением о том, что Национальный совет за демократию «положит конец... отклоняющемуся переходному режиму».
В тот же день командир полка бригадный генерал Жильбер Дьендере был назначен председателем Совета. Он заявил, что действует в интересах Буркина-Фасо и что предстоящие выборы в соответствии с избирательным законом переходного периода будут слишком спорными, поскольку сторонникам бывшего президента Блеза Компаоре запрещено баллотироваться. Он пообещал провести выборы, на которых никто не будет лишён права участвовать в выборах по политическим мотивам.
Национальный совет за демократию не нашёл широкой поддержки в стране и столкнулся с давлением со стороны региональных лидеров, а вскоре и национальной армии, требующих восстановления переходного правительства. После того как армия вошла в Уагадугу, чтобы противостоять Совету, М. Кафандо и И. Зида 23 сентября 2015 года вернулись к исполнению своих обязанностей. Сам М. Дьендере заявил о том, что переворот был ошибкой и что «мы знали, что люди не были за это. Именно поэтому мы сдались».